# Бхаратпур (Непал)
Бхаратпур — місто на південному заході непальської провінції Багматі.

## Клімат
Місто знаходиться у зоні, котра характеризується вологим субтропічним кліматом. Найтепліший місяць — червень із середньою температурою 28.2 °C (82.8 °F). Найхолодніший місяць — січень, із середньою температурою 14.2 °С (57.6 °F).
| Клімат Бхаратпура       | Клімат Бхаратпура | Клімат Бхаратпура | Клімат Бхаратпура | Клімат Бхаратпура | Клімат Бхаратпура | Клімат Бхаратпура | Клімат Бхаратпура | Клімат Бхаратпура | Клімат Бхаратпура | Клімат Бхаратпура | Клімат Бхаратпура | Клімат Бхаратпура | Клімат Бхаратпура |
| Показник                | Січ.              | Лют.              | Бер.              | Квіт.             | Трав.             | Черв.             | Лип.              | Серп.             | Вер.              | Жовт.             | Лист.             | Груд.             | Рік               |
| Середня температура, °C | 14,2              | 16                | 21,3              | 25,4              | 27,4              | 28,2              | 27,8              | 27,6              | 26,9              | 24,1              | 19,5              | 15,2              | 22,8              |
| Норма опадів, мм        | 20.9              | 23                | 35.2              | 83.4              | 188.4             | 434.4             | 712.6             | 532.7             | 385.7             | 105.4             | 10.3              | 18.1              | 2550.1            |
| Днів з опадами          | 1,6               | 1,3               | 1,3               | 2,1               | 4                 | 9                 | 13,2              | 12,3              | 8,2               | 2,3               | 0,4               | 0,6               | 56,3              |
| Вологість повітря, %    | 75.1              | 71.1              | 54.3              | 51.3              | 57.2              | 68.5              | 79.6              | 82                | 81.1              | 76.9              | 74.6              | 75.2              | 70.6              |
| ----------------------- | ----------------- | ----------------- | ----------------- | ----------------- | ----------------- | ----------------- | ----------------- | ----------------- | ----------------- | ----------------- | ----------------- | ----------------- | ----------------- |
| Джерело: Weatherbase    |                   |                   |                   |                   |                   |                   |                   |                   |                   |                   |                   |                   |                   |